# Іоанн (Максимович)
Архієпископ Іоанн (в миру Михайло Борисович Максимович; 4 (16) червня 1896, село Адамівка, Ізюмський повіт, Харківська губернія — 2 липня 1966, Сієтл, США) — єпископ Російської православної церкви закордоном (РПЦЗ); архієпископ Західно-Американський і Сан-Франциський.
Прославлений Російською закордонною церквою в лику святителів 2 липня 1994; прославлений Архієрейським Собором РПЦ 24 червня 2008 року (Святитель Іоанн Шанхайський і Сан-Франциський чудотворець).
Пам'ять 19 червня (2 липня) за юліанським календарем — день смерті; 29 вересня (12 жовтня) — знайдення мощей.

## Родина
Народився 4 червня 1896 року у родовому маєтку своїх батьків, містечку Адамівка Ізюмського повіту Харківської губернії (нині Слов'янський район, Донецька область) в відомій козацько-старшинській дворянській православній родині Максимовичів, яка матеріально підтримувала Святогірський монастир на Сіверському Дінці. З роду Максимовичів вийшло чимало відомих діячів України та Росії (зокрема, дядько І. — М. О. Максимович — перший ректор Київського університету). До цього ж роду належав і відомий церковний діяч XVIII століття митрополит Іоанн Тобольський, прославлений Російською церквою у лику святих в 1916 році.
- Батько — Борис Іванович Максимович (1871-1954), ізюмський повітовий предводитель дворянства Харківської губернії.
- Мати — Глафіра Михайлівна.

Батьки емігрували і в 1950-ті роки жили у Венесуелі.
Його брати також жили в еміграції. Один отримав вищу технічну освіту і працював інженером у Югославії, інший, після закінчення юридичного факультету Белградського університету, працював в югославській поліції.

## Освіта та молоді роки
Закінчив Петровський Полтавський кадетський корпус (1914) і юридичний факультет Харківського університету (1918). Ще в юності був віруючою людиною, його духовним наставником був харківський архієпископ Антоній (Храповицький). Спочатку хотів замість університету вступити в Київську духовну академію, але за наполяганням батьків здобув юридичну освіту.
В 1918 році служив у Харківському окружному суді.

## Життя в Югославії
Після революції емігрував до Королівства Сербів, Хорватів і Словенців. Закінчив богословський факультет Белградського університету (1925). За спогадами сучасників, в цей час він дуже бідував, заробляв на життя продажем газет. Белград в ті роки покривався непролазним брудом під час дощів. Максимович носив важку хутряну шубу і старі російські чоботи. Зазвичай він увалювався в аудиторію з запізненням, густо покритий вуличним брудом, виймав не поспішаючи з-за пазухи засмальцьований зошит і огризок олівця і починав записувати лекцію своїм великим почерком. Незабаром він засинав, але як тільки прокидався, відразу відновлював свої записи.
В 1924 році митрополит Антоній (Храповицький), який очолив на той час Російську православну церкву закордоном (РПЦЗ), висвятив його в читці в російській Троїцькій церкві Белграда. Незабаром Максимович за дорученням владики Антонія підготував доповідь про походження закону про престолонаслідування в Росії, в якому досліджував питання про те, наскільки цей закон відповідає духу російського народу і його історичним традиціям.
В 1926 був пострижений у чернецтво в Мільковському монастирі (своє церковне ім'я взяв на честь свого родича святителя Іоанна Тобольського), був законовчителем у сербській гімназії в місті Велика Кікінда (до 1929), викладачем і вихователем в духовній семінарії Св. Апостола Іоанна Богослова Охридської єпархії у місті Бітолі. З 1929 — ієромонах. У цей же період опублікував ряд богословських робіт («Шанування Богородиці та Івана Хрестителя і новий напрямок російської богословської думки», «Як Свята Православна Церква вшановувала і шанує Божу Матір», «Вчення про Софію — Премудрість Божу»), в яких з ортодоксальних позицій полемізував з прихильниками теологічної концепції «софіології», в першу чергу, зі священиком Сергієм Булгаковим.
Як і багато російські емігранти, дуже поважав покровительствовавшого біженцям із Росії короля Югославії Олександра I Карагеоргиевіча. Через багато років відслужив панахиду по ньому на місці його вбивства на одній з вулиць Марселя. Інші православні клірики з помилкового сорому відмовилися служити з владикою на вулиці. Тоді владика Іоанн узяв мітлу, на виметеній ділянці тротуару постелив єпископські орлеці, запалив кадильницю і відслужив панахиду французькою мовою.

## Архієрей в Китаї

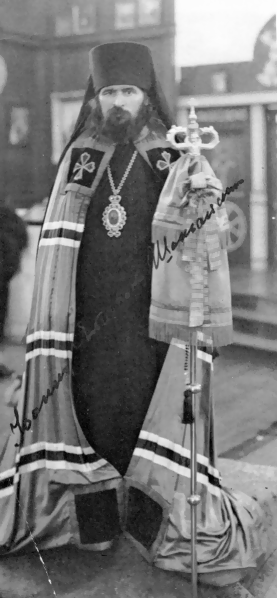
Єпископ Іоанн після прибуття в Шанхай (листопад 1934)

З 3 червня 1934 — єпископ Шанхайський. Хіротонію очолив митрополит Антоній, який тоді ж направив лист архієпископу Димитрію (Вознесенському), де писав: Як мою душу, як моє серце посилаю до Вас Владику Єпископа Іоанна. Ця маленька, слабка фізично людина, з вигляду майже як дитя — є дивом аскетичної стійкості і строгості.
Під час життя в Китаї здобув популярність як благодійник, був попечителем різноманітних філантропічних товариств. Організував для сиріт і дітей бідних батьків притулок в ім'я святителя Тихона Задонського — спочатку в ньому було вісім дітей, а потім — вже сотні (усього вихованцями притулку були близько 3,5 тисяч дітей). Єпископ сам підбирав хворих і голодуючих дітей на вулицях шанхайських нетрів і приводив їх до притулку. У життєписі владики Іоанна сказано, що його улюбленцями були діти, яких він так охоче тримав при собі. Він завжди цікавився ними, екзаменував їх, посилав їм листівки і приносив подарунки. Він міг дивитися їм в очі по кілька хвилин тим теплим променистим світлом, що проникав у глибину душі, і це було як обійми матері для немовляти. Цей погляд був незабутній. Тіло цього аскета було як висохла кора дерева, але кожен, хто зустрічався з ним поглядом, відчував себе найулюбленішою істотою на землі.
Багато уваги приділяв релігійній освіті, відвідував в'язниці, відвідував хворих у психіатричній лікарні. Вже в цей період отримали популярність численні випадки зцілення безнадійно хворих за його молитвами. Кожен день служив літургію. За участю владики Іоанна в Шанхаї були зведені кафедральний собор Пресвятої Богородиці «Споручниця грішних» та Свято-Миколаївська церква — храм-пам'ятник Миколі II.
В 1945, після заняття Маньчжурії військами Червоної армії, православні архієреї в Китаї, що раніше входили в юрисдикцію РПЦЗ, визнали церковну владу Патріарха Алексія I.
З 1946 — архієпископ, опікувався всіма парафіянами РПЦЗ в Китаї. У 1949 разом зі своєю паствою був евакуйований на острів Тубабао на Філіппінах. Служив там в таборі біженців, в якому проживали приблизно 5 тисяч вихідців з Росії. Домовився з американською владою про переселення російських емігрантів з Тубабао в США, що й було зроблено (менша частина біженців поїхала в Австралію).

## Служіння в Західній Європі
З 1951 — архієпископ Західно-Європейський з кафедрою спочатку в Парижі, потім в Брюсселі. При ньому в єпархії було відновлено шанування західних святих нерозділеної церкви (тобто тих, що жили до розділення церков на Католицьку та Православну). У православних храмах стали поминати покровительку Парижа святу Женев'єву, просвітителя Ірландії святого Патрикія (Патріка) та інших знаменитих на Заході святих. Активно займався місіонерською діяльністю, взяв під свою опіку православні церкви в Франції та Нідерландах, заснував Голландську Православну церкву, сприяв підготовці місцевих священнослужителів, виданню богослужбової літератури французькою та голландською мовами. Також окормляв грецькі, арабські, болгарські та румунські православні парафії, надавши їм особливого статусу. Висвятив іспанського православного священика для Мадридської місії.
За часів його перебування єпархіальним архієреєм був споруджений храм в ім'я святого праведного Іова Багатостраждального в Брюсселі в пам'ять царя Миколи Олександровича. За спогадами сучасників, в побуті владика був невибагливий: облачення носив з найдешевшої тканини, взувався в сандалі на босу ногу, а часто і зовсім ходив босий, яка б не була погода, віддаючи взуття жебракам. Він був послідовником іншого російського святого — преподобного Ніла Сорського.
Діяльність владики Іоанна високо оцінювали не тільки багато православних людей, а й представники інших конфесій. Залишив численні праці проти деяких католицьких догматів, проповідей та ін. Збереглась розповідь про те, як у Парижі католицький священик говорив своїй пастві, що і в сучасному світі є чудеса і святі, доказом чого є святий Іоанн Босий (saint Jean Pieds Nus) — він мав на увазі владику Івана.

## Служіння в США

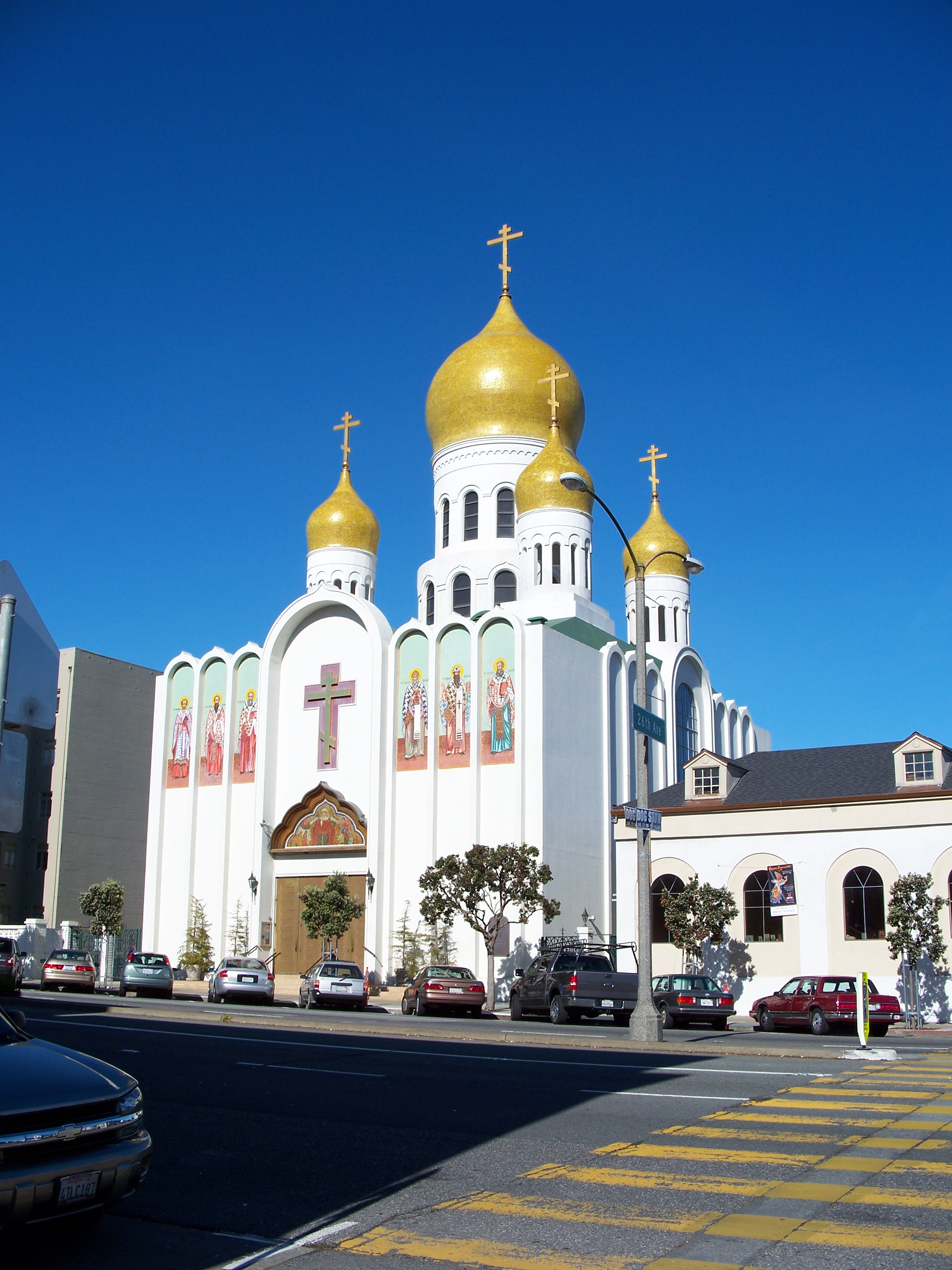
Кафедральний собор на честь ікони Божої Матері «Всіх скорботних Радість» в Сан-Франциско

В 1962 переїхав до США. З 1963 — архієпископ Західно-Американський і Сан-Франциський. У цей період вважався одним з основних кандидатів на посаду глави Синоду РПЦЗ в умовах, коли старий владика Анастасій керував церквою лише номінально. Проте владика Іоанн зіткнувся з інтригами з боку деяких церковних діячів, які сприяли майже відразу ж після його призначення на кафедру порушенню проти нього справи за звинуваченням у фінансових порушеннях при будівництві кафедрального собору в Сан-Франциско. Був підтриманий частиною архієреїв РПЦЗ, серед яких були прибулі на судовий процес владики Леонтій (Пилипович), Сава (Сарачевич), Нектарій (Концевич), а також архієпископ Аверкій (Таушев). Розгляд справи в суді Сан-Франциско в 1963 році закінчилося повним виправданням владики Іоанна.
Кафедральний собор на честь ікони Божої Матері «Всіх скорботних Радість» в Сан-Франциско був успішно добудований ще за життя архієпископа. У його крипті він був пізніше похований.
Дуже строго ставився до порушень традиційного православного благочестя. Так, коли він дізнався, що частина парафіян напередодні недільної всеношної розважається на балу з нагоди свята Хеллоуїн, то відправився на бал, мовчки обійшов зал і так само мовчки вийшов. Вранці наступного дня він оприлюднив указ «Про неприпустимість участі в веселощах напередодні недільних і святкових служб»: Священні правила оповідають, щоб кануни святкових днів проводилися християнами в молитві і благоговінні, готуючись до участі або присутності на Божественній літургії. Якщо до того призиваються всі православні християни, то тим більше це стосується тих, хто безпосередньо бере участь у церковній службі. Участь їх у розвагах в кануни свят особливо гріховно. Зважаючи на це, ті, що були напередодні неділі чи свята на балу або подібних розвагах і веселощах не можуть на наступний день брати участь у хорі, прислужувати, входити у вівтар і ставати на крилас.
Помер 2 липня / 19 червня під час молитви в своїй келії під час відвідування Свято-Миколаївської парафії в Сієтлі з Курсько-Корінною чудотворною іконою Божої Матері. Після його смерті багато віруючих письмово підтвердили факти чудес, які були вчинені по молитві владики Іоанна.

## Канонізація

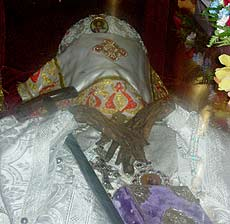
Мощі св. Іоанна Шанхайського

2 липня 1994 РПЦЗ причислила його до лику святих. На Архієрейському Соборі РПЦ 24-29 червня 2008 року Святитель Іоанн був прославлений для загальноцерковного шанування. Архієрейський собор РПЦЗ уперше за післяреволюційний час канонізував ім'я подвижника віри, який не був новомучеником.

## Ставлення до Московської Патріархії
За свідченням єпископа Православної церкви в Америці Василія (Родзянко) своє ставлення до Російської православної церкви він визначав так (сказано в 1951 році):
| Я кожен день на проскомідії поминаю Патріарха Алексія. Він Патріарх. І наша молитва все-таки залишається. В силу обставин ми опинилися відрізані, але літургійно ми єдині. Російська Церква, як і вся Православна Церква, з'єднана євхаристійно, і ми з нею і в ній. А адміністративно нам доводиться, заради нашої пастви і заради відомих принципів, йти цим шляхом, але це анітрохи не порушує нашої таїнственної єдності всієї Церкви. — Фомін С.В.«Джорданвилльский отшельник». |

Однак в 1955 р. владикою Іоанном було опубліковано відозву, в якій він хвалив вчинок частини Палестинських ченців, що не приєдналися в той час до Московської Патріархії. У ньому він писав:
| Знаючи підпорядкованість Московської церковної влади Радянського уряду, знаючи, що Московський патріарх не є вільний служитель Бога і Його Церкви, а невільник богоборчої влади, ті Святі Обителі та установи відмовилися визнати його владу і залишилися в підпорядкуванні влади вільної частини Російської Церкви — Архієрейського Синоду Російської Православної Церкви закордоном, хоча через визнання могли б мати великі матеріальні вигоди. Російські Обителі на Святій Землі — є уособлення чистої християнської совісті на Близькому Сході і їх наявність і сповідування не дають православним народам там розкрити свої серця для впливу церковної влади, що перебуває в залежності від ворога Церкви і Бога. Мужній подвиг сповідання істини тими обителями викликає почуття розчулення і гідний схиляння перед ним. |

## Праці
- Учение о Софии Премудрости Божией. — Варшава, 1930.
- Как православная церковь чтила и чтит Божью Матерь. Ладомирова: Почаевская типография 1932. (то же: Ладомирова: Почаевская типография 1937).
- Происхождение закона о престолонаследии в России / Предисл. Иоанна, еп. Шанхайского. Шанхай, 1936.
- Духовное состояние русской эмиграции. Белград, 1938.
- Святая Русь — русская земля. М., 1997.
- Беседы о Страшном Суде. М., 1998.
- Слова иже во святых отца нашего Иоанна, архиеп. Шанхайского…: Сборник проповедей, поучений, посланий, наставлений и указов. Сан-Франциско, 1994 (2-е издание: М., 1998.).
- Да обновится Русская земля. М., 2006.
- Святой Благоверный Князь Александр Невский // Наши Вести. — 1997. — № 448. [Архівовано 23 серпня 2011 у Wayback Machine.]